# Čížkrajice
Čížkrajice település Csehországban, a České Budějovice-i járásban. Čížkrajice Slavče, Trhové Sviny és Kamenná településekkel határos. Lakosainak száma 270 fő (2024. január 1.).

## Népesség
A település lakosságának változását az alábbi diagram mutatja:
| Lakosok száma | 594  | 639  | 568  | 327  | 279  | 268  | 248  | 259  | 256  | 270  |
|               | 1869 | 1890 | 1921 | 1950 | 1980 | 2001 | 2017 | 2019 | 2022 | 2024 |